# Henman Sevogel
Henman Sevogel fue un político suizo miembro del Achtburger, grupo de ocho patricios que controlaba Basilea desde 1427. En 1388 su padre Petermann había comprado el castillo de Wildenstein y mantuvo un estilo de vida caballeresca. Es mencionado por primera vez en 1419 como un menor de edad. Se casó con la noble e influyente Margaretha Anna von Eptingen. Murió en 1444 liderando al ejército de la ciudad en la batalla del Birs.